# 安達盧西亞紋章

安达卢西亚纹章

安達盧西亞的紋章（西班牙語：Escudo de Andalucía），是西班牙自治区安達盧西亞的象徵。纹章上两根柱子为海克力斯之柱，即耸立在直布罗陀海峡两侧海岬的古称。
紋章的來源是1918年Ronda大会上達成的一項協議。多年之后，1982年安达卢西亚自治法规第3條規定指出：
|  | 安達盧西亞將擁有自己的紋章，由它的議會在法律上核准，其中以下文字應當出现： "ANDALUCÍA POR SÍ, PARA ESPAÑA Y LA HUMANIDAD" （安達盧西亞自治，為西班牙和全人類），同時考慮到1918年的Ronda大會通過的协议"。 |